# Годлевские
Годлевские — польские и российские дворянские роды.

## Годлевскиегерба Гоздава
Годлевские (пол. Godlewski, укр. Годлівські, бел. Гадлеўскі) — потомственный шляхетский, дворянский род, образованный на территории княжества Мазовия, Нурская земля в середине XV века (современная территория республики Польша, Мазовецкое воеводство, Острувский повят, гмина Нур.
Все Годлевские герба Гоздава ведут начало своей генеалогии, утверждённой под русским скипетром так называемыми дворянскими собраниями, от самого Христина герба Гоздава, умершего в 1221 году, воеводы плоцкого величавшимся обычаем тогдашних панов — Комесом, о котором Кромер писал: 1202 году Христин из семьи Гоздава Герба Лилии, воевода плоцкий муж сердечный, храбрый при царствование князей Мазовецких Лешека и Конрада против Романа князя Русского под Завихостом воевал и побеждал. Потомок, по прямой линии, оного Христина, также Христин и также воевода плоцкий в 1372 году имел сына: Станислава, который в 1438 году (по гербовнику С. Урусского) или в 1450 году (по гербовнику К. Несецкого) за многочисленные военные заслуги получил от князя Болеслава Мазовецкого земельный надел Годлево, от этого земельного надела, охватывающего 40 тогдашних «влок», значит 200 влок сегодняшней меры, он первым фамилию Годлевского принял, и с него стало вести начало эта уважаемая семья.
На этой земле Станислав и его потомки заложили село Годлево, а также другие села Годлево с различными добавлениями: Годлево-Баски, Годлево-Любу, Годлево-Годуше и др.
Годлевские герба Гоздава внесены в польские гербовники и в дворянские губернские родословные книги Российской империи по Виленской, Волынской, Гродненской, Киевской, Ковенской, Минской, Подольской, Херсонской и Ярославской губерниям, а также Ломжинской, Сувалкской, Плоцкой и Келецкой губерниям Царства Польского, а также внесены в Гербовник дворянских родов Царства Польского, часть II, стр. 57.
В настоящее время представители фамилии проживают в Польше, Украине, России, Белоруссии, США, Литве, Великобритании, Германии, Канаде, Италии, Нидерландах, Австралии…
Из этого рода:
- Станислав Валентий (164?—1705) — подстольник земли Нурской (1680), хорунжий земли Нурской(1687), регент канцелярии королевской, староста земли Нурской (1689)[16]. Был в особой милости у короля Яна III[17]. В 1690 году подчаший земли Нурской и подстароста гродский Каменчиковский. Подписал выборы короля Августа II. Каштелян земли Подляской (1705)[16].
- Станислав сын Адама (16??—1709) — регент коронный (1689) и староста Нурский (1688—1709), каштелян Подляшский (1705—1709);

## Годлевские других польских гербов

### Годлевскиегерба Бонча
В XV веке из рода Годлевских отделилась ветка — род Годлевских герба Бонча.
Родоначальником этого рода Годлевских был Клеменс из Годлево.

### Годлевскиегерба Юноша
В XVI веке из рода Годлевских отделилась ветка — род Годлевских герба Юноша.
Родоначальником этой линии Годлевских был Марцин Годлевский.
Другие представители этой ветки:
- Антон Годлевский герба Юноша — судебный пристав города Плоцка, род. 1733 г., ум. 1854 г.[19]
- Антон, сын Марцина и Франциски, — унтер-офицер в Русской армии в 1839 r.

### Годлевскиегерба Любич
В XVI веке из рода Годлевских отделилась ветка — род Годлевских герба Любич.
Родоначальником этой линии Годлевских — Теодор.
Другие представители этой ветки:
- Ежи, сын Теодора, с сыном Яном записаны в Дворянской родословной книге Волынской губернии в 1845 году[20].

### Годлевскиегерба Косцеша
В XVI веке из рода Годлевских отделилась ветка — род Годлевских герба Косцеша.
Родоначальник этой линии Годлевских неизвестен.
Другие представители этой ветви:
- Михалл, сын Рогуслава, и Станислав, сын Якоба, с сынами: Александром, Ежи записанными в дворянской книге Виленской губернии.

## Список
Годлевские — Георгиевские кавалеры, награждённые Военным орденом Святого Великомученика и Победоносца Георгия и Георгиевским Оружием.
Годлевский Станислав Францевич, полковник Таврического конно-егерского полка. Награждён орденом Святого Георгия 4-й степени 31 июля 1788 г. «За отличные подвиги, оказанные в поражении морских турецких сил в 788 году на лимане при Очакове».
Годлевский Иван Осипович, подполковник Гренадерского принца Евгения Виртембергского полка. Награждён орденом Святого Георгия 4-й степени 1 декабря 1835 г. «За выслугу».
Годлевский Кирилл Осипович, подполковник. Награждён орденом Святого Георгия 4-й степени 17 декабря 1844 г. «За выслугу».
Годлевский Варфоломей, капитан. Награждён орденом Святого Георгия 4-й степени 1 января 1847 г. «За выслугу».
Годлевский Иван Григорьевич, подполковник 53-го пехотного Волынского полка, 14-й пехотной дивизии. Награждён Георгиевским Оружием Высочайшим Приказом от 11.10.1914 г.